# Desmoclystia prodiga
Desmoclystia prodiga là một loài bướm đêm trong họ Geometridae.